# Angjelin Nënshati
Angjelin Nenshati (12. února 1929 Skadar – 18. dubna 2008) byl albánský fotograf.

## Životopis
Angjelin Neshati vystudoval střední školu a od roku 1948 do roku 1957 pracoval jako učitel na školách Puka a Shkodra. Od mládí měl velkou vášeň pro profesi fotografa, praktikoval ji od svých 14 let vedle známého fotografa Rrabmashe. V roce 1948 založil v Puke první fotografickou laboratoř. S příchodem znárodnění pracoval v letech 1958 až 1990 jako profesionální fotograf a jako takový byl označován.